# صاروخ تحذيري

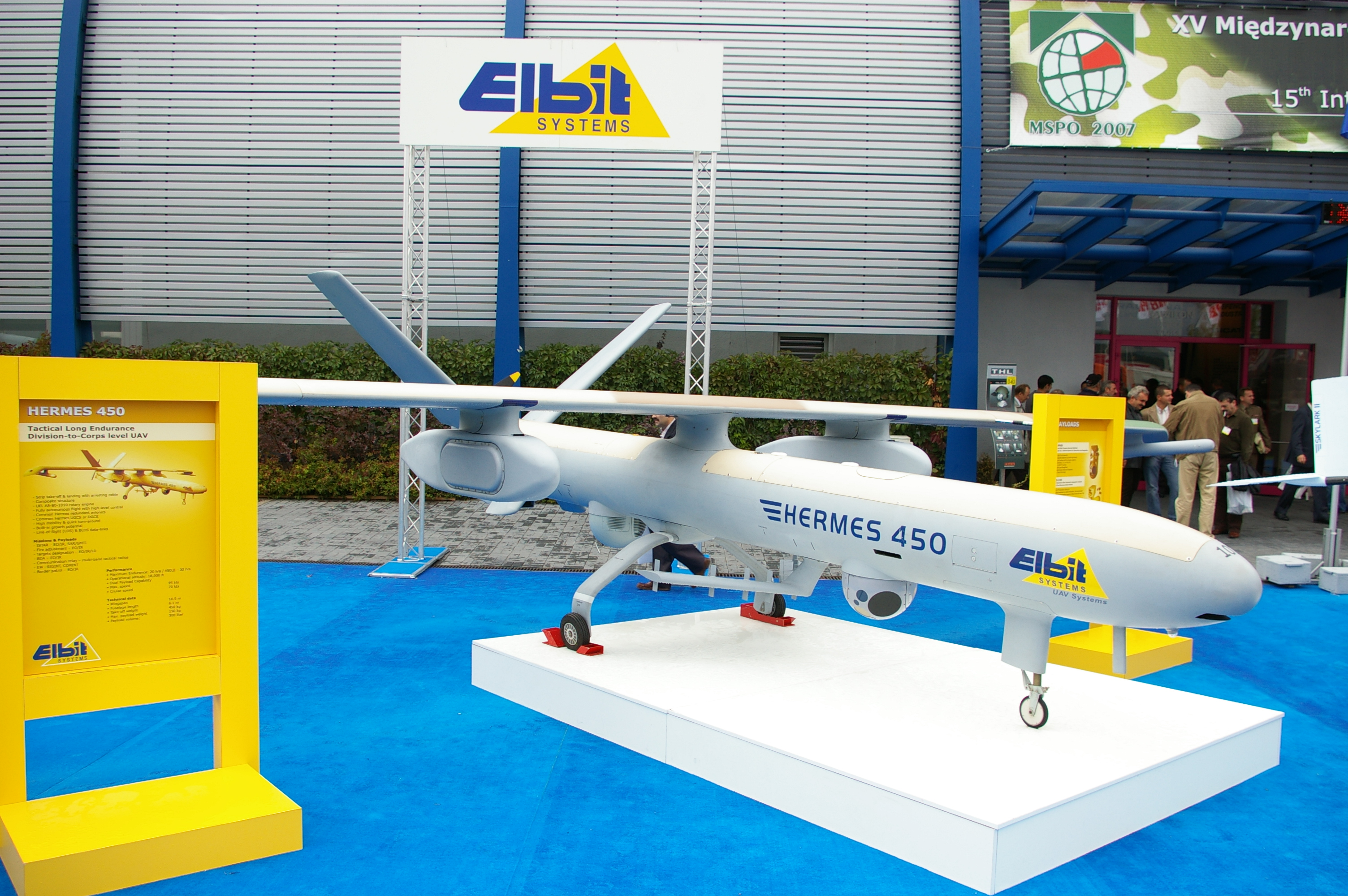
طائرة هيرمس 450 بدون طيار من شركة إلبيت

الصاروخ التحذيري أو ما يعرف باسم القرع على السطح (بالإنجليزية: Roof knocking)‏ (بالعبرية: הקש בגג) هو تكتيك يستخدمه جيش الاحتلال الإسرائيلي حيثُ يقومُ بإسقاط أجهزة غير متفجرة أو صواريخ تحذيريّة على أسطح المنازل المدنية المستهدفة في الضفة الغربية وقطاع غزة كتحذيرٍ مسبق من هجمات وشيكة وبصواريخ مدمرة وذلك بدعوى «منح السكان أو أصحاب المنازل بعضَ الوقت للفرار من الهجوم.» استخدم جيش الاحتلال الإسرائيلي هذهِ المُمارسة أو هذا التكتيك خلال الحرب على قطاع غزّة في 2008-2009 وفي 2012 بالإضافة إلى حربهِ الأخيرة على القِطاع في عام 2014 حيثُ كانَ يتعمّدُ استهدافَ منازل المدنيين بالإضافة إلى منازل ضباط الشرطة أو قادة حركة حماس السياسيين أو العسكريين.

## التاريخ
اعتمدَ جيش الاحتلال الإسرائيلي على هذا التكتيك منذُ عام عام 2006 حيثُ يقضي بتحذير سكان المبنى قبلَ قصفه أو قبلَ الإغارة والهجوم عليه. ظهرَ هذا التكتيك بشكلٍ خاص خِلال الحرب على غزة 2008-2009 كما استعملهُ جيش الاحتلال في حربهِ على القطاع عام 2012 وكذا حربهِ الثالثة التي حصلت عام 2014. في الأشهر الستة السابقة لاستخدامِ هذه التقنيّة؛ عملت إسرائيل على جمعِ بيانات عن أعضاء من حركة حماس كما عملت على الحُصول على أرقام هواتف الكثير من المدنيين في غزّة لتحذيرهم في حالة ما شملَ القصفُ منزلهم. في العادةِ يقومُ ضباط المخابرات الإسرائيلية ورجال الأمن في الشاباك بالاتصال بمالك المبنى ثمّ يخبرونهُ أن أمامهُ 10-15 دقيقة للفرار من المنزل قبلَ قصفه ويتعللون بوجود أسلحة داخله أو استعماله من قبل عناصر المقاومة. جديرٌ بالذكر هنا أنّ الجيش الإسرائيلي لا يتبعُ هذهِ الاستراتيجية دومًا كما أنّه قصفَ في عدّة مرات منازل بعدَ تحذيرها بوقتٍ قليل جدًا قد لا يتعدى الخمس دقائق.

### الاعتماد من قبل الجيش الأمريكي
في عام 2016؛ نُشرت بعض التقارير التي تُفيد بأنّ الجيش الأمريكي قد تبنى هذا التكتيك في حربه ضدّ تنظيم الدولة الإسلامية (داعش)، حيثُ تمّ استخدامه عندَ الهجوم على منشأة تخزين للتنظيم في الموصل بالعراق حينمَا أُطلقَ صاروخ هيلفاير على سطح مبنى بعد التأكّد من وجود نساء وأطفالٍ داخله.

## التحدي
يقومُ الفلسطينيون في قطاع غزّة بتحدي جيش الاحتلال الإسرائيلي حيثُ يقومون في بعضِ الأحيان بالصعودِ جماعةً لسطح المنزل الذي تلقى التحذير حتى لا يقومُ الجيش الإسرائيلي بقصفه. بالرغم من ذلك؛ فقد قامَ الاحتلال في عدّة مناسبات بقصفِ المنزل بالرغمِ من وجود مدنيين فوق سطحهِ مما يتسبّبُ في سقوطِ عددٍ من الشهداء كما يفعلُ ذلك عادةً حينما يتعلّق الأمر بالمُنتسبين لحركة حماس كما فعلَ مع الداعيّة والقائد العسكري الحمساوي نزار ريان الذي فضّل عدم مُغادرة منزله حينما تلقى التحذير وصعدَ فوق سطح المنزل رفقةَ عددٍ من أفراد عائلتهِ لكنّ جيش الاحتلال استهدفهم مباشرة مما نجمَ عنهُ استشهاد 15 شخصًا دفعةً واحدة ومن نفس العائلة بمن فيهم نزار. بشكلٍ عام؛ فيحنَما يواجهُ قادة جيش الاحتلال مواقف مماثلة فهم إمّا يقصفونَ المنزلَ حتى ولو كانَ مكتظًا بالمدنيين أو يُلغوا القصفَ إلى حين كما قد يُطلقون في حالات أخرى مزيدًا منَ الصواريخ التحذيريّة من أجل تخويف الناس وإرغامهم على المُغادرة.
ذكرت صحيفة نيويورك تايمز نقلًا عن مصادرَ إسرائيليّة أنّ حماس هي من تطلبُ من السكان الوقوف على أسطح المباني لثني الطيارين الإسرائيليين عن مهاجمة وقصفِ منازلهم. بالرغمِ من ذلك رفضت منظمة العفو الدولية كلّ هذهِ المزاعم مؤكدةً على أنّ الدافع من وراءِ ما طالب بهِ حماس هوَ تجنب المزيد من الذعر بين المدنيين خاصّةً في ظل عدم وجود ملاجئ في غزة. في وقتٍ لاحق؛ قالَ العديد من المراسلين بما في ذلك مراسل هيئة الإذاعة البريطانية، الإندبندنت، والجارديان إنهم لم يعثروا على أيّ دليلٍ يوكّد على مزاعم نتنياهو بخصوصِ إجبارِ حماس للفلسطينيين على البقاء فوقَ أسطح المنازل وتحويلهم لأذرع بشريّة.

## انتقادات
لطالما أثارت هذهِ المُمارسة الكثيرَ من الجدل خاصّة بعدَ تمكّن العديد من منظمات حقوق الإنسان الوصول إلى فيديوهات توثقُ قصفَ الاحتلال لمنازل يتجمّع فوقَ سطوحها عددٌ من المدنيين. في يوليو/تموز 2014؛ دعت منظمة العفو الدولية إلى إجراء تحقيق من جانب الأمم المتحدة في جرائمِ الحرب التي ارتكبها مقاتلون إسرائيليون فيمَا أدانَ فيليب لوثر مدير برنامج الشرق الأوسط وشمال أفريقيا في المنظمة هذه الممارسات الإسرائيلية. أشار المتحدث الرسمي باسم وزارة الصحّة في غزة مفيد المخللاتي إلى أن نفس الصواريخ المُستخدمة في توجيه التحذيرات تُستخدم أيضًا في الاغتيالات مما يؤدي إلى سقوط عشرات القتلى والجرحى فتفشلُ الوزارة في تحديدِ سبب الاستشهاد بالضبط وما إذا كان صاروخًا تحذيريًا أم غارة جويّة.
وردَ في تقرير غولدستون أنّ المدنيين داخل منازلهم لا يمكنُ أن يعرفوا ما إذا كان انفجار صغير يمثل تحذيرًا من هجوم وشيك أو جزءًا من هجوم فعلي كما ذكرَ التقريرُ كذلك أنّ هذه الممارسة ليست تحذيرًا مسبقًا فعالًا ومن المرجح أن تسبب الرعب وتشوّشَ على المدنيين.
طبقًا للمركز الفلسطيني لحقوق الإنسان فإن تحذير السكان من قبلِ القوات الإسرائيلية هيَ حرب نفسية بالدرجة الأولى، يقولُ المركز أنه وبعدَ الأسبوع الأول من عملية «الرصاص المصبوب» دُمّر 37 منزلًا فقط على الرغم من مئات النداءات التحذيرية وفي نفسِ الوقت لا يُمكن للمركز أن ينصحَ الناس بعدم أخذ التهديدات على محمل الجد لأنّها قد تكونُ كذلك في بعضِ المرات. في حالات أخرى؛ قصفَ الاحتلال منازل المدنيين في قطاع غزة دونَ سابق إنذار فعلى سبيل المثال لا الحصر؛ في 12 تموز/يوليو 2014 نفذ طيران الاحتلال غارة جوية دون أي تحذير مُسبق على منزل قائد شرطة يُدعى تيسير البطش كما استهدفَ مسجدًا في نفس المنطقة مباشرةً بعدَ انتهاء صلاة العشاء ما تسبّب في استشهادِ 18 مدنيًا بينهم أطفال وإصابة 45 آخرين.
في المُقابل ترى الحكومة الإسرائيلية أنّ هذه التحذيرات وعلى الرغمِ من أنها لم تُجنّب المدنيين مخاطرَ القصفِ بالكامل إلا أنها كانت فعالة في كثير من الأحيان كما اعتمدت الحكومة على تسجيلات المراقبة الجوية التابعة لها مؤكدةً على تسجيلِ المدنيين وهم يُغادرون المناطق المستهدفة قبل الهجوم كنتيجة مباشرة للتحذيرات. وفقًا للجيش الإسرائيلي أيضًا؛ فإنّه يضربُ أو يستهدفُ المنازل المشتبه بتخزينها للأسلحة كما يتعلّل بأنّ ما يقومُ به هو في إطارِ القانون الدولي. في نوفمبر 2014؛ أيّدَ الجنرال الأمريكي مارتن ديمبسي التكتيك الذي يتبعهُ الاحتلال فقال: «الصواريخ التحذيرية التي تُطلقها تل أبيب هي من ضمنِ الأشياء الاستثنائية التي تقومُ بها إسرائيل للحد من الإصابات في صفوف المدنيين.»
بالعودةِ إلى موضوع استعمال حماس للمدنيين كأذرع بشريّة فقد ذكرت العفو الدولية في بيانٍ لها أنها «لا تملكُ أدلة في هذه المرحلة على أن المدنيين الفلسطينيين قد استُخدموا عن قصدٍ من قبل حماس أو باقي فصائل المقاومة خلال الأعمال القتالية لحماية مواقع أو أفراد أو معدات عسكرية محددة من الهجمات الإسرائيلية ... جميع التزامات إسرائيل بحماية هؤلاء المدنيين ستظل سارية» فيمَا قالت هيومن رايتس ووتش إن العديد من الهجمات على أهدافَ مدنية تبدو «غير متناسبة» وَ«عشوائية». من جهة أخرى فقد وصفَ صلاح عبد العاطي عضوُ اللجنة الفلسطينية المستقلة لحقوق الإنسان في غزة سياسة تدمير المنازل بأنها جريمة حرب واتهم إسرائيل بمحاولة الالتفاف على القانون الدولي لتجنب المساءلة.